# Красные камни Белого
«Красные камни Белого» — роман российского фантаста Вадима Панова, написанный в жанре стимпанк. Входит в цикл «Герметикон».

## Сюжет
Планеты Ожерелья богатеют, мелкие войны на окраинах Вселенной лишь рассеивают скуку обывателей, астрологические рейдеры открывают новые миры, но Ахадир — самая загадочная планета и легенда Герметикона, единственная планета, на поверхность которой приходят Знаки Пустоты — так и не был найден. Никто из путешественников, включая адигена Помпилио дер даген Тура ранее не смог его найти. И, как бы ни был спокоен Герметикон, как бы ни были смелы путешественники, именно в Пустоте самый обычный перелет между мирами может завершиться совсем не так, как запланировано, и тогда группа неудачливых путешественников оказывается в очень неприятной ситуации…

## Критика
Роман был тепло принят критиками — «Мир Фантастики» поставил восемь баллов из десяти возможных, что на балл ниже оценки предыдущего романа серии, средняя оценка на сайте Fantlab.ru — 8.1, что несколько выше предыдущего романа серии. Среди недостатков указывалось более скромное оформление книги (что объясняется меньшими сроками подготовки издания) и меньшая глубина в прорисовке большинства второстепенных героев.